# Rock Demers
Rock Demers (ur. 11 grudnia 1933, zm. 16 sierpnia 2021) – kanadyjski producent filmowy. Jest założycielem firmy filmowej Les Productions la Fête. Wyprodukował serię filmów dla dzieci „Tales for All”.

## Filmografia

### Producent
- 1985: Tajemnica spalonego domu
- 1987: Kijanka i wieloryb
- 1987: Kraina Wielkich Marzeń
- 1987: Cudowne dziecko
- 1988: Tomek Oszukaniec i znaczkowy podróżnik
- 1994: Powrót Tomka Oszukańca

### Aktor
- 1988: Tomek Oszukaniec i znaczkowy podróżnik jako mężczyzna wpadający do basenu

## Nagrody i odznaczenia
Laureat Nagrody Alberta Tessiera przyznanej przez rząd Quebecu oraz Nagrody Francois Truffauta przyznanej na Festiwalu Filmowym w Giffoni, ponadto został odznaczony Orderem Sztuki i Literatury (Francja). W 1991 roku został Oficerem Orderu Kanady. W 2007 roku awansował do rangi Towarzysza Orderu Kanady.